# Expedição de Canassor
A Expedição de Canassor (em armênio: Խանասորի արշավանք; romaniz.: Xanasori aršavank) foi um ataque punitivo lançado pelos fedais armênios contra a tribo curda masrique em 25 de julho de 1897. Em 1896, após a Defesa de Vã, os masriques emboscaram e massacraram muitos dos defensores armênios de Vã enquanto recuavam ao Império Cajar. A Federação Revolucionária Armênia decidiu retaliar, resultando na Expedição de Canassor.

## Evento
Cerca de um ano após os eventos em Vã, a Federação Revolucionária Armênia decidiu retaliar a tribo curda masrique por seu papel nos massacres hamidianos e sua emboscada aos defensores de Vã. Os masriques estavam acampada na planície de Canassor, perto de Avarair. A ARF, com o apoio dos hunchaquianos e dos armenacanos, organizou um ataque à tribo. A operação foi planejada por Nikol Duman ao lado de Sargis Mehrabyan e Ishkhan, todos os quais participaram como comandantes da operação. Entre os soldados armênios também houve desentendimentos. Para sua solução, o partido enviou Harutiun Shahrigian e, como resultado, chegaram à conclusão de realizar uma ação. Em 25 de julho de 1897, ao amanhecer, os 250 fedais armênios atacaram e mataram os homens combatentes dos masriques, poupando mulheres e crianças, entre os quais o chefe masrique, Xarafe Bei, que ao saber da aproximação armênia, escapou vestindo roupas femininas, deixando as mulheres e as crianças para trás. O ataque terminou em 27 de julho.

## Rescaldo
Apesar de Armen Garo, o irmão de Stepan Zorian, o fundador da ARF, e outros 25 fedais estivessem entre as vítimas, a expedição de Canassor foi um pequeno triunfo aos armênios, tanto militar quanto moralmente. Gurgen Mahari, como parte de uma crítica à eficácia da Federação Revolucionária Armênia, teve um personagem em seu romance The Burning Orchards questionando se o alto significado moral e estratégico que o Dashnaktsutyun deu aos resultados da Expedição de Canassor era justificado, ou se a expedição, e outros atos como o cerco do Banco Otomano, foram incidentes isolados cuja soma total não aliviou a opressão dos armênios no Império Otomano.